# Bill Hougland
William Marion "Bill" Hougland (Caldwell, 20 juni 1930 – Lawrence, 6 maart 2017) was een Amerikaans basketballer. Hij won met het Amerikaans basketbalteam de gouden medaille op de Olympische Zomerspelen 1952 en de Olympische Zomerspelen 1956.
Hougland speelde voor het team van de Universiteit van Kansas en de Phillips 66ers. Zowel tijdens de Olympische Spelen van 1952 als 1956 speelde hij 8 wedstrijden, inclusief de finales tegen de Sovjet-Unie. Gedurende deze wedstrijden scoorde hij 92 punten.
Na zijn carrière als speler was hij werkzaam bij Phillips Petroleum Company en Koch Industries.